# Sierpień 2018

## 25 sierpnia
- Rozpoczęła się 73. edycja hiszpańskiego wyścigu kolarskiego Vuelta a España[1].
- 17 osób zginęło w wypadku autokaru koło Swoge na zachodzie Bułgarii, około 30 km na północ od Sofii[2].

## 24 sierpnia
- Premier Australii i lider partyjny Malcolm Turnbull utracił poparcie własnej Liberalnej Partii Australii i w głosowaniu utracił w niej pozycje lidera. Tego samego dnia zrezygnował z pełnienia funkcji premiera. Jego następcą w partii i na stanowisku szefa rządu został wybrany Scott Morrison, który pokonał Petera Duttona[3][4].

## 22 sierpnia
- Z Gujańskiego Centrum Kosmicznego na orbitę został wystrzelony satelita naukowy Europejskiej Agencji Kosmicznej ADM-Aeolus, wyposażony w nowatorski instrument do badania wiatrów Ziemi[5][6].

## 20 sierpnia
- W związku z hiperinflacją w Wenezueli przeprowadzono denominację boliwara w stosunku 100 000:1[7].

## 17 sierpnia
- W wypadku ukraińskiego autokaru jadącego ze Lwowa do Wiednia, który spadł ze skarpy w Leszczawie Dolnej, zginęły 3 osoby, a 51 trafiło do szpitali, w tym 9 ciężko rannych[8].
- Marjan Šarec został desygnowany na urząd premiera Słowenii.

## 14 sierpnia
- Co najmniej 43 osoby zginęły w katastrofie Ponte Morandi w pobliżu Genui.

## 12 sierpnia
- W eksplozji składu amunicji we wsi Sarmada w muhafazie Idlib w północnej Syrii zginęło co najmniej 67 osób, głównie cywilów[9][10].
- Z Bazy Lotniczej na Przylądku Canaveral wystartowała sonda NASA Parker Solar Probe[11][12].
- Zakończyły się Mistrzostwa Europy 2018:
  - Zakończyły się rozgrywane w Glasgow 34. mistrzostwa Europy w sportach wodnych. Rozdano 72 komplety medali, w tym 43 w pływaniu w basenie 50 metrowym[13]. W klasyfikacji generalnej zwyciężyli reprezentacji Rosji przed Brytyjczykami i drużyną Włoch.
  - Zakończyły się rozgrywane w Berlinie 24. Mistrzostwa Europy w Lekkoatletyce. W klasyfikacji medalowej reprezentacja Wielkiej Brytanii wyprzedziła reprezentacje Polski oraz Niemiec[14][15].
  - Zakończyły się Mistrzostwa Europy w Gimnastyce Sportowej 2018[16].

## 10 sierpnia
- Nowy minister spraw zagranicznych Kolumbii Carlos Holmes Trujillo w imieniu nowego Prezydenta Kolumbii Ivána Duque Márqueza ogłosił wycofanie Kolumbii z Unii Narodów Południowoamerykańskich[17].

## 8 sierpnia
- Ulewne deszcze wywołały powódź w indyjskiej prowincji Kerala[18].

## 5 sierpnia
- Ponad 100 osób zginęło w wyniku trzęsienia ziemi na indonezyjskiej wyspie Lombok[19].

## 4 sierpnia
- 18 osób, w tym 3 członków załogi, zginęło w katastrofie śmigłowca Mi-8 rosyjskiej linii lotniczej UTair na północno-zachodniej Syberii[20][21].

## 2 sierpnia
- Apple Inc. stało się pierwszą amerykańską publicznie notowaną firmą wycenianą na ponad bilion dolarów amerykańskich[22][23].

## 1 sierpnia
- Caucher Birkar, Alessio Figalli, Peter Scholze, Akshay Venkatesh otrzymali Medal Fieldsa[24], nagrodę przyznawaną w dziedzinie matematyki.